# Daniela Barcellona
Daniela Barcellona (n. 1969) es una cantante de ópera nacida en Trieste, Italia.
Es una de las más destacadas mezzosopranos de la actualidad. Ha actuado, entre otros, en el Teatro de La Scala en Milán, en el Teatro Regio (Parma), en el Teatro dell'Opera de Roma, en el Comunale de Florencia y de Bologna, en la Arena y el Teatro Filarmónico de Verona, en el Metropolitan Opera House de Nueva York, en la Ópera de París y en el Teatro Real de Madrid.
Entre sus destacadas interpretaciones se cuenta el papel de Adalgisa en Norma (de Vincenzo Bellini), Carmen (de Georges Bizet), La favorita, Anna Bolena, Lucrezia Borgia y Maria Stuarda (de Gaetano Donizetti),  Orfeo ed Euridice (de Christoph Willibald Gluck), Il barbiere di Siviglia, La Cenerentola, Bianca e Falliero y La pietra del paragone (de Gioacchino Rossini), Europa riconosciuta (de Antonio Salieri), y Don Carlo y el Réquiem (de Giuseppe Verdi).

## Distinciones
- Premio "Abbiati" de la crítica italiana
- Premio "Lucía Valentini-Terrani"
- Premio "Aureliano Pertile"
- "Opera Award" 2002
- "CD Classica"
- "Rossini d'oro"